# Dysstroma dentifera
Dysstroma dentifera là một loài bướm đêm trong họ Geometridae.